# لوکا روپنیک
لوکا روپنیک (اسلوونیایی: Luka Rupnik؛ زادهٔ ۲۰ مهٔ ۱۹۹۳) بازیکن بسکتبال اهل اسلوونی است.
از باشگاه‌هایی که در آن بازی کرده‌است می‌توان به باشگاه بسکتبال ساراگوسا و باشگاه بسکتبال فوئنلابرادا اشاره کرد.